# Selva Klett
Selva Anabella Klett Fernández (nacida el 1 de abril de 1956), es una magistrada uruguaya, quien se desempeña como ministra del Tribunal de lo Contencioso Administrativo desde octubre de 2018.

## Primeros años
Cursó estudios en la Facultad de Derecho de la Universidad de la República, donde se graduó como abogada en 1980.
A partir de julio de 1980 se desempeñó como Defensora de oficio.
En junio de 1981 fue nombrada Secretaria Letrada del Juzgado Letrado de Menores de Cuarto Turnoy en diciembre de 1983 pasó al mismo cargo en el Juzgado Letrado de Menores de Segundo Turno.

## Jueza de Paz en el interior
En setiembre de 1986 inició su carrera judicial al ser designada Jueza de Paz de la 11° sección judicial de Colonia, con sede en la ciudad de Ombúes de Lavalle.
En marzo de 1988 fue trasladada al Juzgado de Paz Departamental de San José.

## Jueza de Paz en la capital
En febrero de 1989 pasó a cumplir funciones en Montevideo como Jueza de Paz Departamental de la Capital de 16° Turno.

## Jueza Letrada en el interior
En abril de 1989 fue ascendida al cargo de Jueza Letrada de Lavalleja.

## Jueza Letrada en la capital
En noviembre de 1989 ascendió a cumplir funciones como Jueza Letrada en Montevideo, siendo nombrada Jueza Letrada en lo Civil de 24° Turno.
En enero de 1997 dicho juzgado se transformó en Juzgado Letrado en lo Civil de 16° Turno.

## Tribunal de Apelaciones
En octubre de 1997 recibió un nuevo ascenso al ser nombrada integrante del Tribunal de Apelaciones en lo Civil de Tercer Turno,el que integró durante casi nueve años. 
En julio de 2006 fue trasladada al Tribunal de Apelaciones en lo Civil de Sexto Turno. Permaneció en dicho tribunal durante doce años.

## Tribunal de lo Contencioso Administrativo
Tras producirse una vacante en el Tribunal de lo Contencioso Administrativo como consecuencia del fallecimiento de Juan Pedro Tobía en junio de 2018, y transcurridos 90 días sin efectuarse designación de su reemplazante por la Asamblea General, se tornó aplicable el artículo 236 de la Constitución, que prevé como mecanismo subsidiario de designación para los cargos vacantes en la Suprema Corte de Justicia, aplicable al TCA en función de la remisión efectuada por el artículo 308 de la Constitución, el ingreso del magistrado más antiguo de los Tribunales de Apelaciones. En aquel momento dicha calidad correspondía a Klett, por lo que se produjo su ingreso automático como ministra del TCA. Prestó juramento como tal ante la Asamblea General el 2 de octubre de 2018.

## Derecho Procesal
Klett es una destacada especialista en Derecho Procesal, materia de la que es docente grado 5 en la Universidad de la República y autora de numerosas obras jurídicas sobre su especialidad.
Fue directora del Centro de Estudios Judiciales del Uruguay (escuela de formación para aspirantes a magistrados) y es asimismo académica de número de la Academia Nacional de Derecho del Uruguay.